# جون موراي كارنوشان
جون موراي كارنوشان (بالإنجليزية: John Murray Carnochan )‏ هو جراح أمريكي من مواليد 4 يوليو 1817 - 28 أكتوبر 1887 الذي أجرى أول جراحة أعصاب ناجحة لألم عصب ثلاثي التوائم.

## حياته
ولد جون موراي كارنوشان في سافانا ثم انتقل إلى اسكتلندا وهو في سن صغيرة، انتقل إلى نيويورك في 1834 وحصل على درجة الدكتوراه من كلية الأطباء والجراحين. كرس نفسه لدراسة علم التشريح، حيث كان يحب هذا المجال وكان متميزاً فيه حيث قدم محاضرات إلى الطبقات الخاصة. في عام 1841، زار أوروبا مرة أخرى، حيث حضر المحاضرات السريرية في المستشفيات الرئيسية في باريس ولندن وإدنبره. في عام 1847 بدأ ممارسة عملة في نيويورك، وفي وقت قصير حصل على سمعة عالية كجراح. خدم في وقت لاحق خلال الحرب، وكان لسنوات عديدة أستاذ الجراحة في كلية الطب في نيويورك. كان معروفا بمزاج ديكتاتوري وكانت علاقتة سيئة مع زملائه، تلقى رسوما ليبرالية، وكتب العديد من الدراسات الفنية. تزوج استل موريس، ابنة اللواء وليام والتون موريس الذي قاد في فورت ماكنري خلال الحرب الأهلية. توفيت زوجتة في مدينة نيويورك، في 9 ديسمبر 1922، عن عمر يناهز 84 عاما.

## أعماله
بعد فترة وجيزة من بدء ممارستة للجراحة في مدينة نيويورك، حصل كارنوشان على سمعة عالية لم يسبق لها مثيل بسبب نجاحه في العمليات. في عام 1852 قام بقطع وربط للـ شريان فخذي، في نفس العام أزال فك سفلي بأكمله، في عام 1856 قام بإزالة الجذع بأكمله من الفرع الثاني من الزوج الخامس من الأعصاب القحفية، كان ناجحا بشكل كبير، وكانت قد وصلت شهرتة في جميع أنحاء العالم. وفي عام 1851 عين أستاذا للجراحة في كلية الطب في نيويورك. وقد شغل التعيينات المهنية الأخرى، بما في ذلك تعيين الجراح العام إلى مستشفى الدولة للمهاجرين. وقام بنشر الاستدلال الخلقي (1850) والمساهمات في الجراحة التشغيلية وعلم الأمراض الجراحي (1860، 1877-86). واستمر نشاطه المهني تقريبا حتى يوم وفاته؛ في سبتمبر 1887، وقبل شهر من وفاته، حضر المؤتمر الطبي الدولي في واشنطن وقام بقراءة ورقتين في المؤتمر.